# Pawłowiczki
Pawłowiczki (německy Gnadenfeld) je obec v Polsku, nachází se v gmině Pawłowiczki, okres Kandřín-Kozlí v Opolském vojvodství a v Horním Slezsku. Leží přibližně 17 kilometrů od Hlubčic či 47 kilometrů od krajského města Opolí. V roce 2021 měla obec 1 159 obyvatel.

## Historie
Ernst Julius von Seidlitz (který se v roce 1722 seznámil s Kristiánem Davidem a od něj se dozvěděl o Moravské církvi a exulantech) založil na svém panství Ober-Peilau bratrskou kolonii Gnadenfrei podle herrnhutského vzoru. Jako pietista a ochránce evangelicky smýšlejících běženců vyřešil hrabě nelehkou situaci bratrského sboru v Rozumicích tak, že pro ně zakoupil statek Pawłowitzki, kam byl tento bratrský sbor přestěhován. Nově vznikající obec dostala název Gnadenfeld. Zde byli přijímáni i další exulanti – například v roce 1767 sem dorazila devítičlenná rodina z Hošťálkovy; jiná rodina s pěti dětmi pocházela z Jelení (Holčovice), další Životic... Bratrský sbor i kolonie Gnadenfeld spadaly pod správu Gnadenfrei. Když vypukla válka o bavorské dědictví (1778–1779) byli moravští bratři přeloženi do jiných sborů a většina z nich se už do Gnadenfeldu nevrátila. Toleranční patent (1781) rovněž zastavil náboženskou emigraci obyvatel prchajících z Habsburské monarchie.

## Galerie komunity

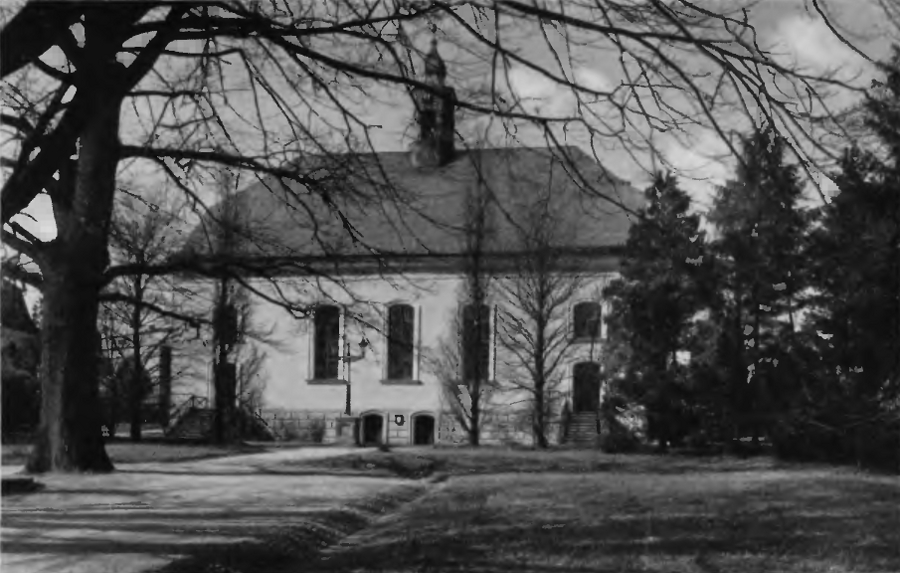
Sborový dům (1930)
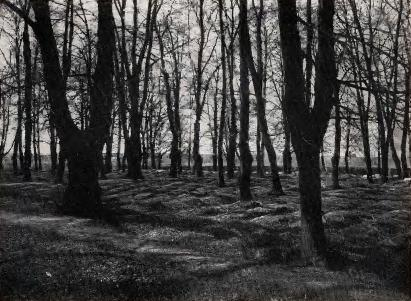
Boží pole (před 1935)
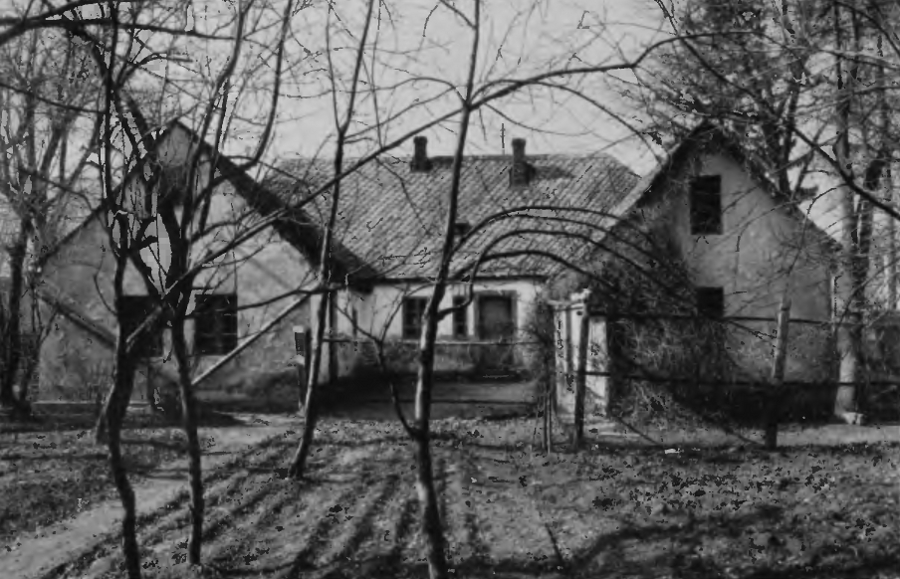
Dům řemeslníků (1930)
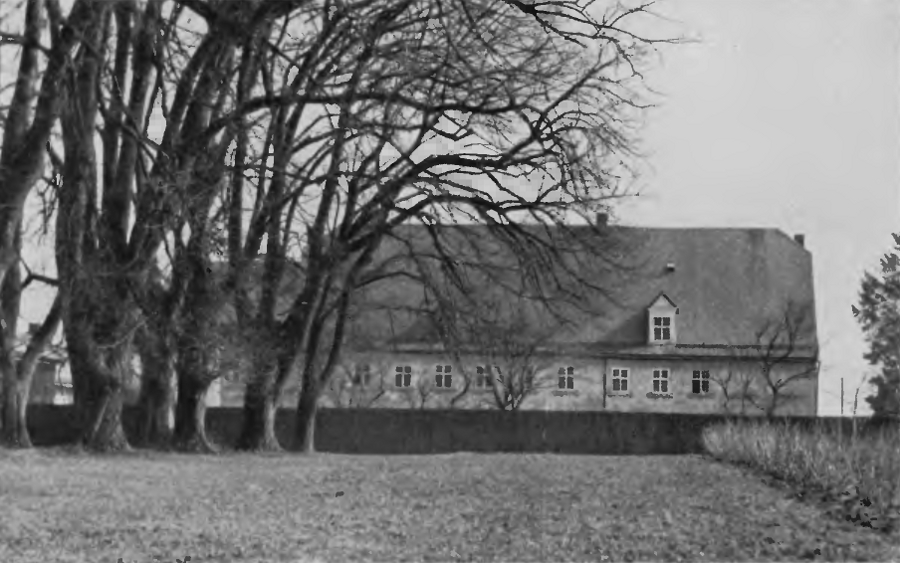
Dům sester (kolem 1935)